# St. Mauritius (Mindelaltheim)

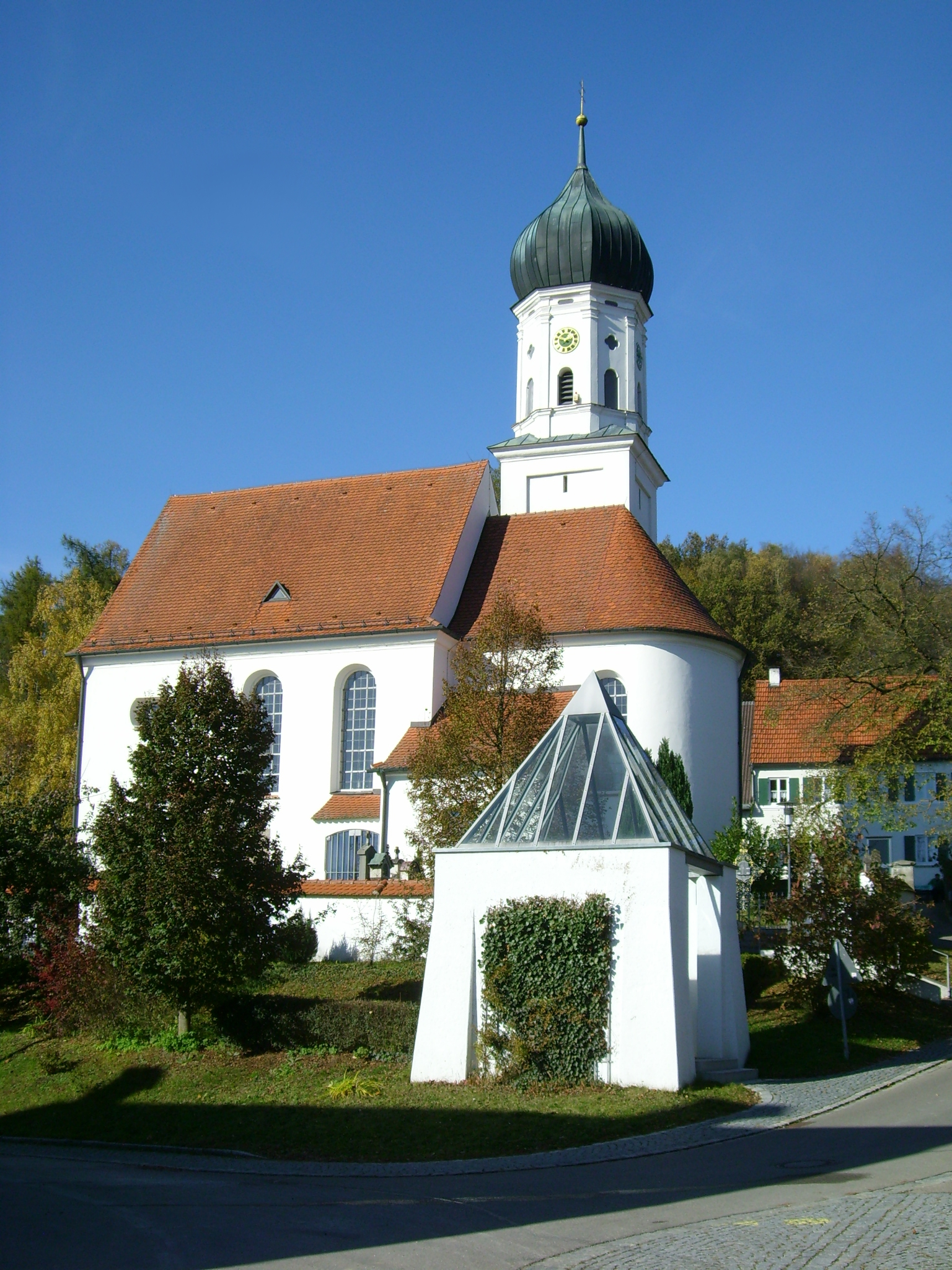
Pfarrkirche St. Mauritius von Süden aus betrachtet

Die katholische Pfarrkirche St. Mauritius befindet sich im Ortskern von Mindelaltheim, einem Ortsteil der schwäbischen Gemeinde Dürrlauingen erhöht am Hang des Weinberges.

## Geschichte
Die Kirche in ihrer heutigen Form geht auf einen Neu- oder Umbau aus den Jahren 1712 bis 1730 zurück, der vermutlich auf einem mittelalterlichen Vorgängerbau basiert. Von diesem könnte die Gebäudenordwand noch erhalten sein, da im Jahr 1979 dort Malereien von Anfang des 17. Jahrhunderts entdeckt wurden. Allerdings sind sogar Wurzeln bis in die römische oder frühmittelalterliche Epoche denkbar, was der Fund von fast zwei Meter dicken Kalksteinquadern im Fundament der Kirche andeutet.
Da sich die Kirche auf sandigem Untergrund befindet, bildeten sich Risse im Langhaus. Aus diesem Grund wurde 1996 eine Winkelstützwand im Westen des Sakralbaus errichtet.

## Architektur
Das mit einem Satteldach versehene Langhaus geht in einen eingezogenen Chor über, welcher im Norden vom erst vier- dann achteckig verlaufenden Zwiebelturm flankiert wird. Dieser stellt ein Zitat der Augsburger St.-Ulrich-und-Afra-Kirche dar und war ursprünglich mit einem Satteldach versehen. Während das auffallend hohe Langhaus mit geometrischem Felderstuck in weiß geschmückt ist, besticht auch der stichkappengewölbte Chor durch seine Einfachheit. Außerdem zieren zwei im Jahr 1911 restaurierte Bilder die Kirchendecke; die heilige Dreifaltigkeit im Langhaus und Mariä Himmelfahrt im Chor.

## Altäre
Als Kontrast hierzu fällt der viersäulige Hauptaltar ins Auge, dessen Retabel das Martyrium des Kirchenpatrons mitsamt der Thebaischen Legion zeigt. Im Altarauszug befindet sich ein Gemälde von Gottvater und Heiligem Geist. Die an beiden Seiten des Hochaltars angebrachten Figuren des hl. Mauritius und Georgs stammen wohl vom Dillinger Bildhauer Stephan Luidl.
Während der vom Betrachter aus rechter Seitenaltar sich mit der Heiligen Familie thematisch befasst, zeigt sein Pendant das Motiv der Maria Immaculata. Die drei Altäre stammen von Anfang des 18. Jahrhunderts und sind architektonisch gesehen „etwas zu schwer und zu dicht bevölkert“.

## Auswahl nennenswerter Kunstschätze
Der Ausstattungsreichtum der Mindelaltheimer Kirchen ist wohl auf dessen Zugehörigkeit zum Dominikanerinnenkloster St. Katharina in Augsburg zurückzuführen.
- ein Doppelepitaph des damaligen Mindelaltheimer Pfarrers Ulrich Ahauser und dessen Vater Johannes aus dem Jahr 1483 in gotischer Minuskel[3][5]
- eine spätgotische Pietà der Ulmer Schule 1500 bis 1510[3][4]
- ein achteckiger Taufstein aus der gleichen Zeit[3][4]
- ein elfteiliger Antonius-Zyklus, der auf einem Kupferstich von Andreas Matthäus Wolffgang von 1693 basiert und an der oberen Empore der Kirche angebracht ist
- ein mit geschnitztem Rankenwerk verzierter Sakristeischrank, der um 1700 datiert wird[3][5]
- Leinwandbilder des hl. Wendelin und der hl. Radegundis[3]
- ein silberner Barockkelch, vermutlich vom Augsburger Goldschmied Wolfgang Caspar Kolb[6]
- eine Ölberggruppe, welche ebenfalls vom Bildhauer Stephan Luidl stammen könnte und momentan in einer Nische im Süden der Kirche untergebracht ist[5]

## Alter Friedhof
Der so genannte „alte Friedhof“ von Mindelaltheim befindet sich auf dem Hang im Süden der Pfarrkirche. Das 1924 erweiterte Areal wurde 1998 aus statischen Gründen wieder verkleinert. In diesem Zusammenhang wurde die Friedhofsmauer den neuen Gegebenheiten durch einen Neubau angepasst und Gräber aufgelöst.
Der bereits Ende des 20. Jahrhunderts aus Platzgründen aufgegebene Friedhof wurde durch einen neuen Gottesacker im Nordosten der Heilig-Kreuz-Kirche abgelöst.

## Kriegerdenkmal

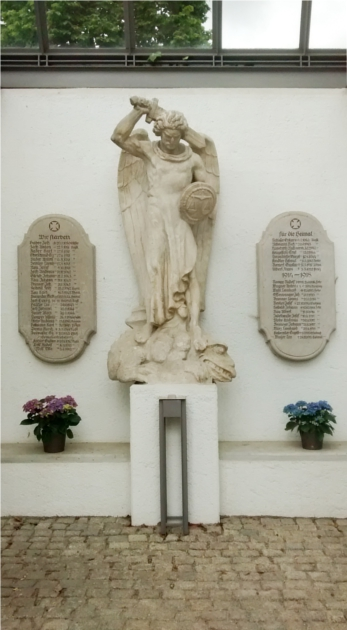
Statue des über den Satan triumphierenden Erzengels Michael, nebst zwei Gedenktafeln im Inneren des Kriegerdenkmals

Unterhalb der Pfarrkirche befindet sich ein neugebautes Kriegerdenkmal, da der Vorgängerbau von 1924 abgerissen wurde. In seinem Inneren befindet sich eine Statue des Erzengels Michael, wie dieser – mit Schwert und Schild bewaffnet – über den Teufel in Gestalt eines lindwurmartigen Wesens triumphiert. Daneben befindet sich die Inschrift „Sie waren bereit für das Vaterland zu sterben“ sowie zwei Tafeln mit den gefallenen und vermissten Mindelaltheimern beider Weltkriege.